# Carlos Drummond de Andrade
Carlos Drummond de Andrade   (Itabira, 31 d'octubre de 1902 - Rio de Janeiro, 17 d'agost de 1987) fou un poeta i escriptor brasiler.
Carlos Drummond va néixer a Itabira (Minas Gerais), el 31 d'octubre de 1902. El record d'aquesta ciutat va impregnar una part de la seva obra. Diplomat en farmàcia, va ser funcionari públic la major part de la seva vida, encara que també va començar a escriure molt jove i va continuar fins a la seva mort.
Va morir el 17 d'agost de 1987 a Rio de Janeiro, dotze dies després de la mort de la seva única filla, la també escriptora Maria Julieta Drummond. A part de la poesia, ha escrit igualment contes i cròniques.
La seva obra, juntament amb la de João Cabral de Melo Neto, és capdavantera en la literatura brasilera actual. Entre els seus llibres destaquen: Alguma poesia (1930), Sentimento do mundo (1940), A Rosa do Povo, Lição de coisas (1962), As Impurezas do Branco (1973), A Paixão Medida (1980) i Corpo (1984). Publicà també Contos do aprendiz (1951), històries plenes d'ironia sobre figures que conegué durant la seva vida, i Os Dias Findos (1977). També va dedicar-se a la literatura infantil, amb obres com la cèlebre História De Dois Amores (1985).